# Граф Енніскіллен

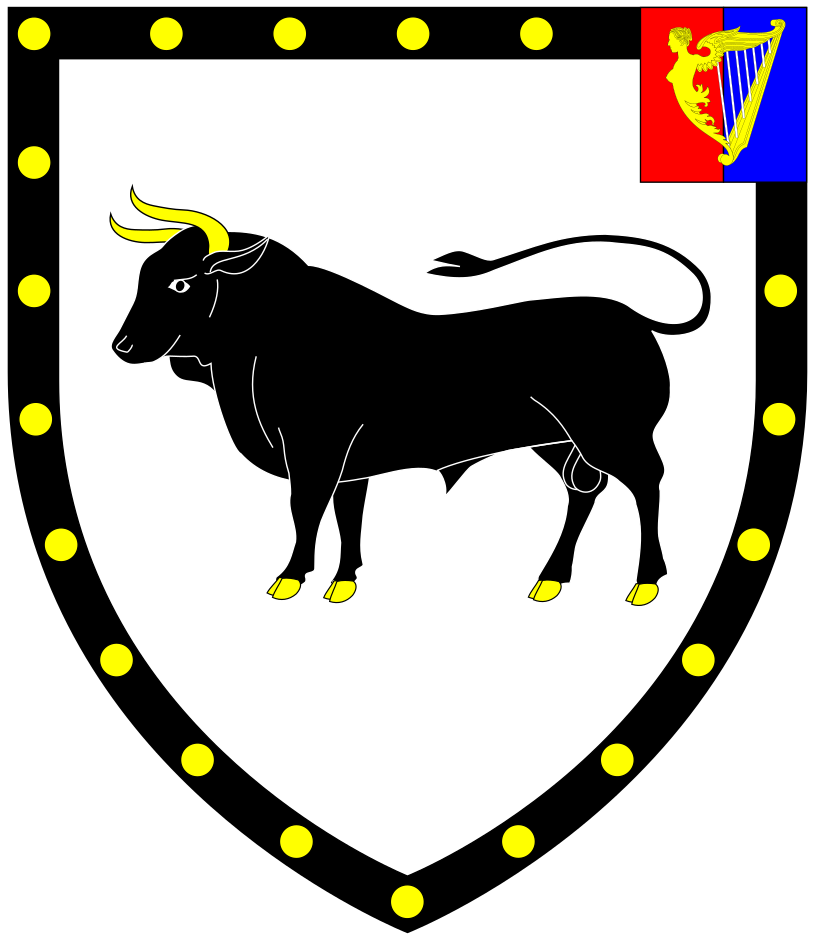
Герб графів Енніскіллен.

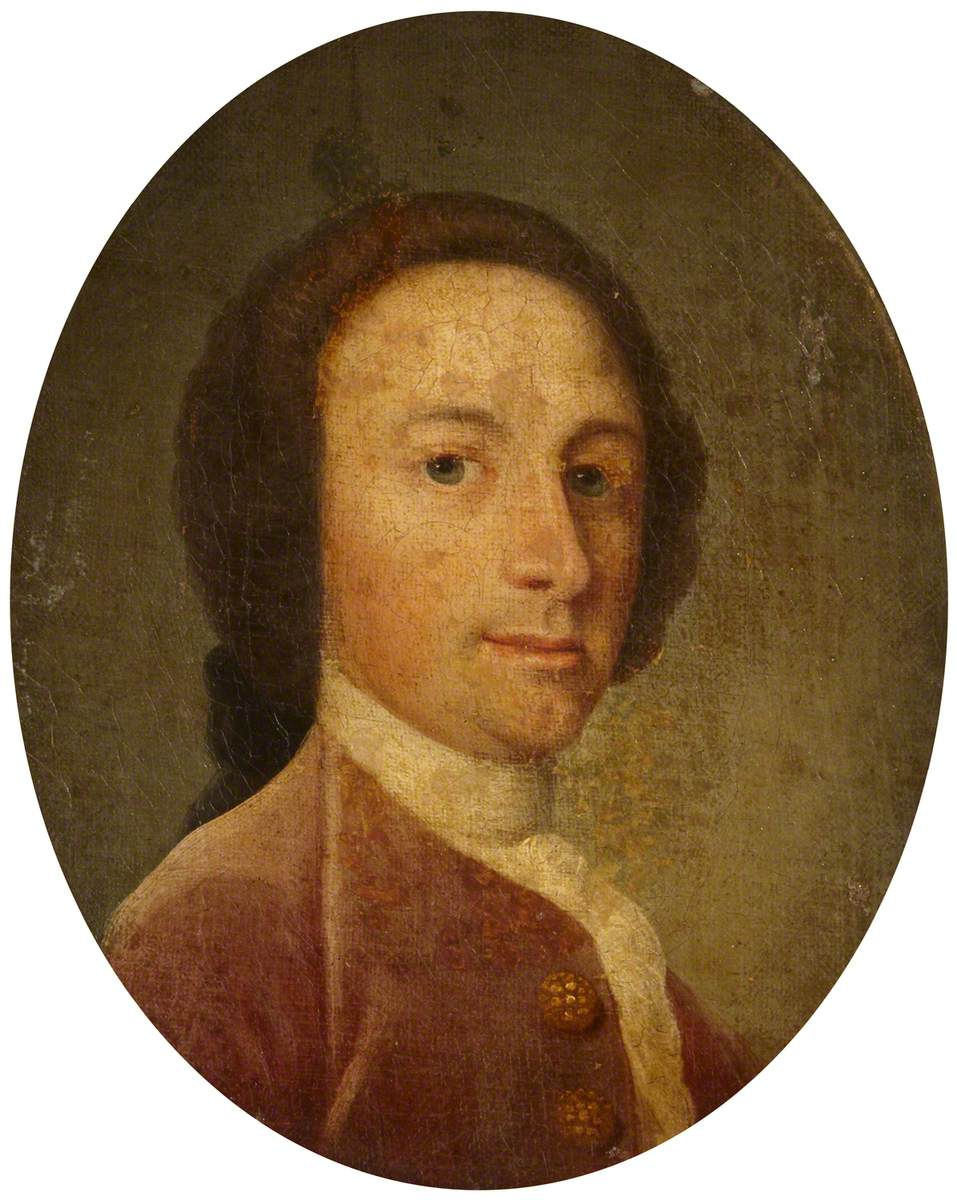
Джон Коул — І барон Маунтфлоренс.

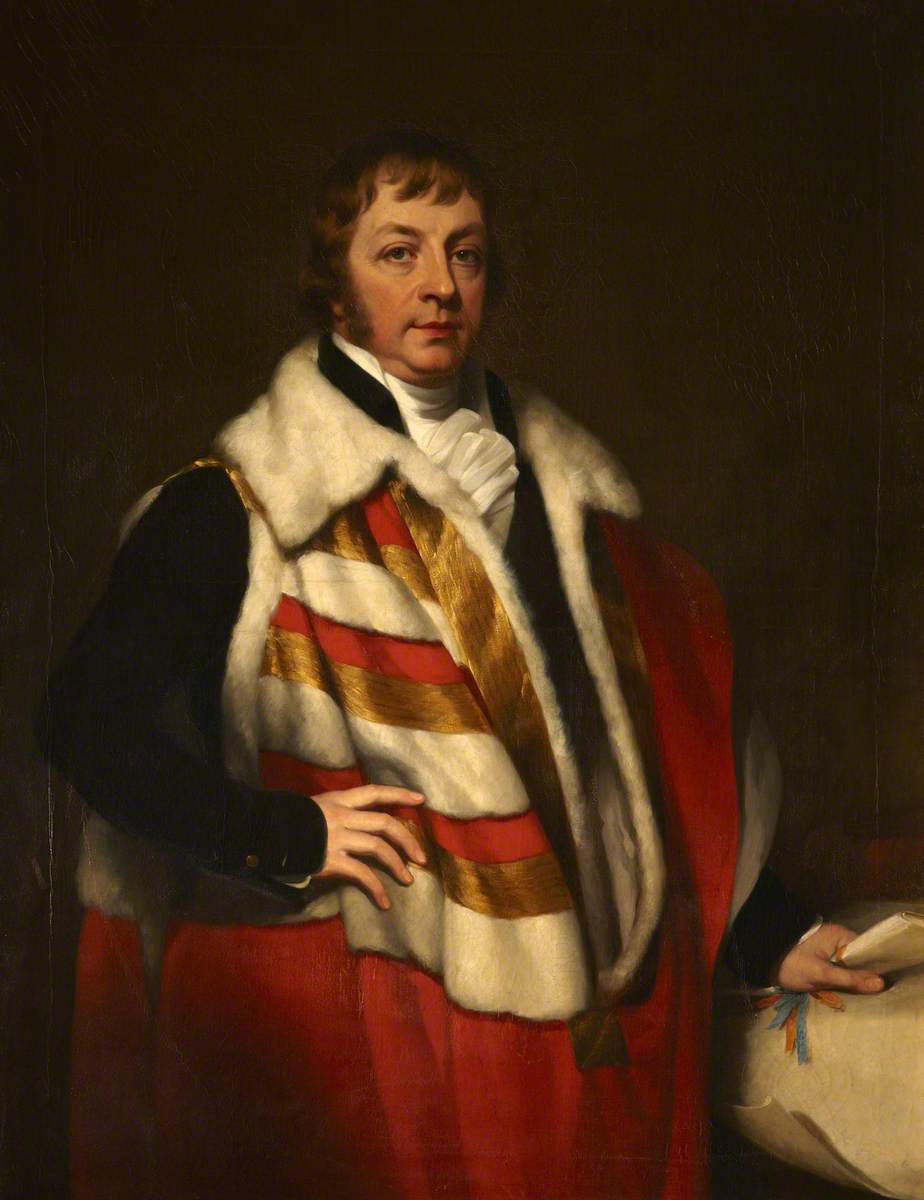
Вільям Коул — І граф Енніскіллен.

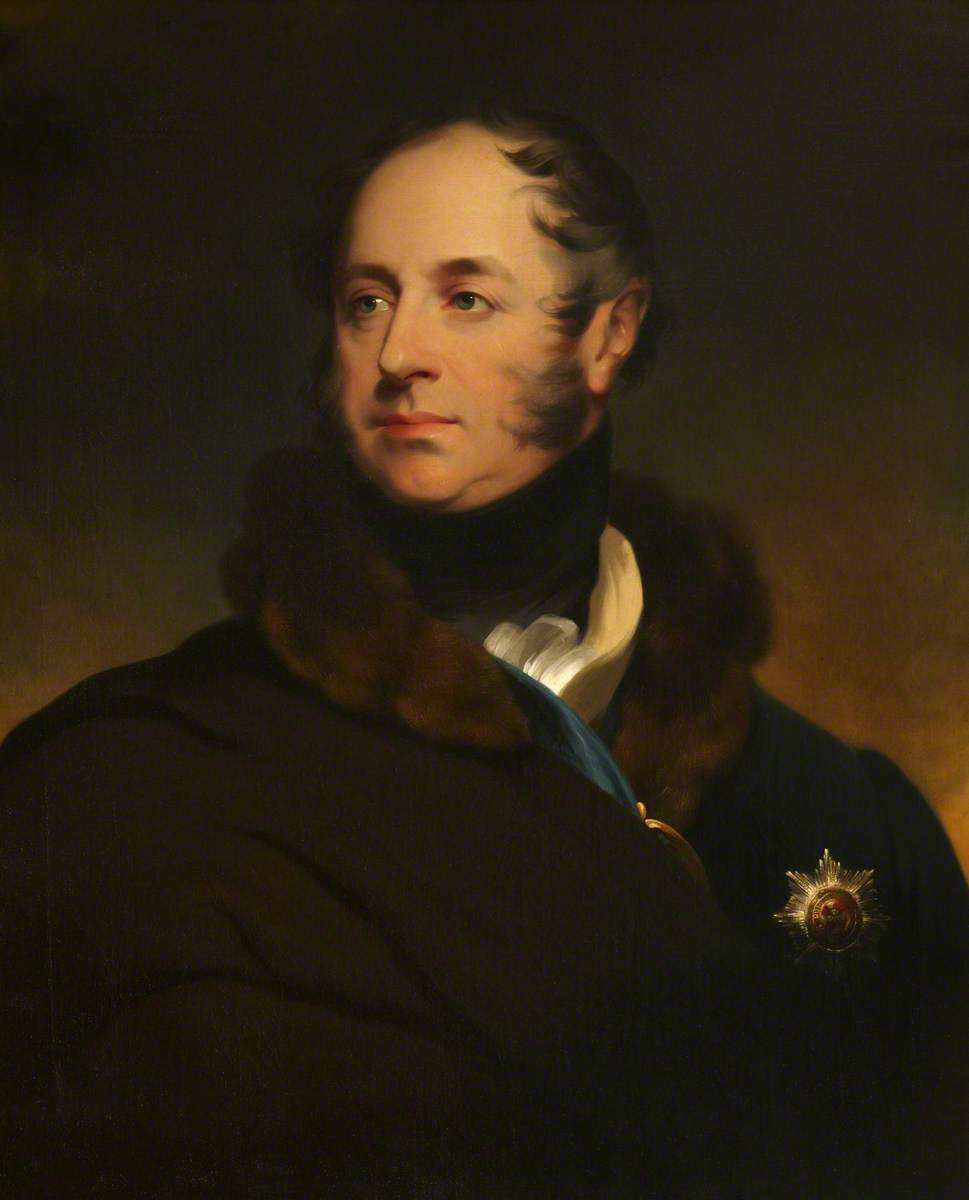
Джон Коул — ІІ граф Енніскіллен.

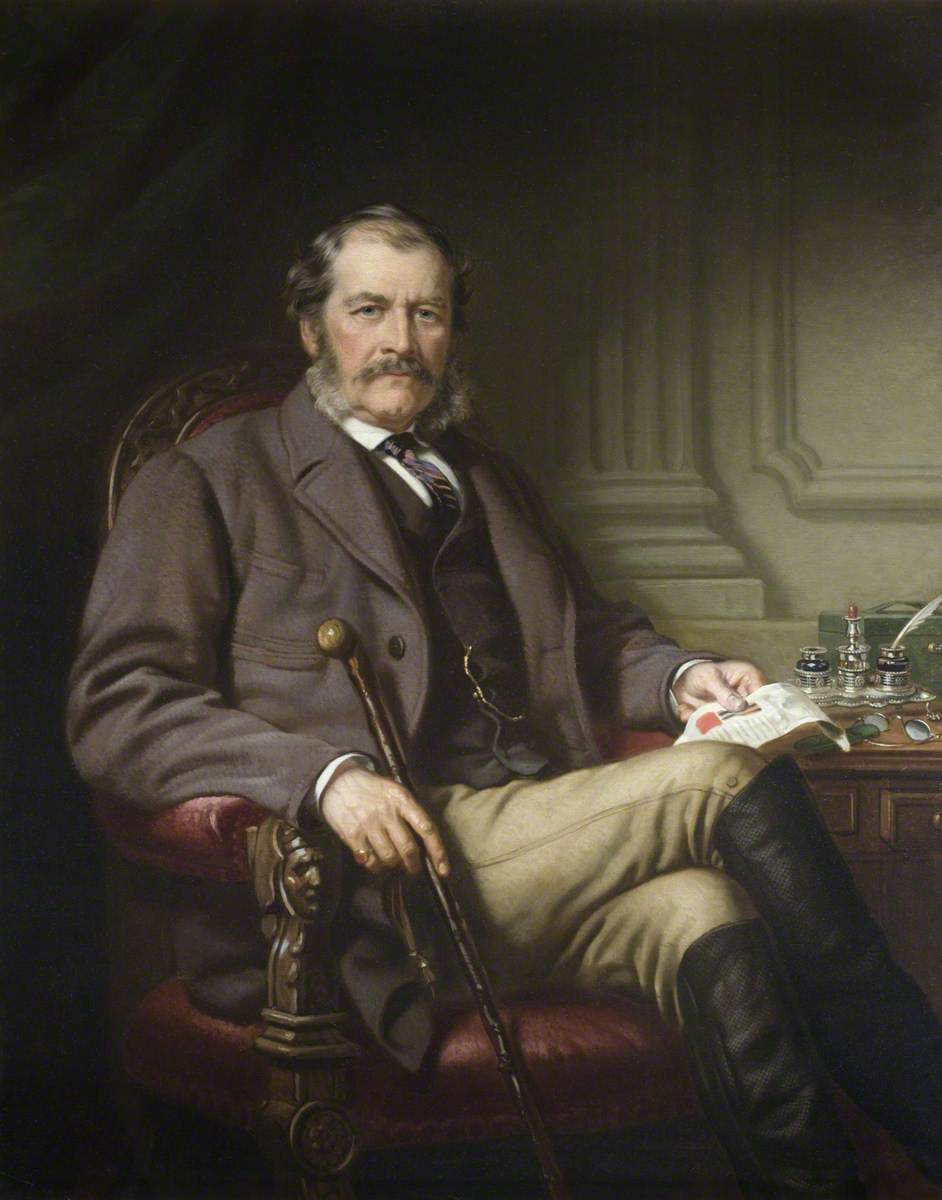
Вільям Коул — ІІІ граф Енніскіллен.

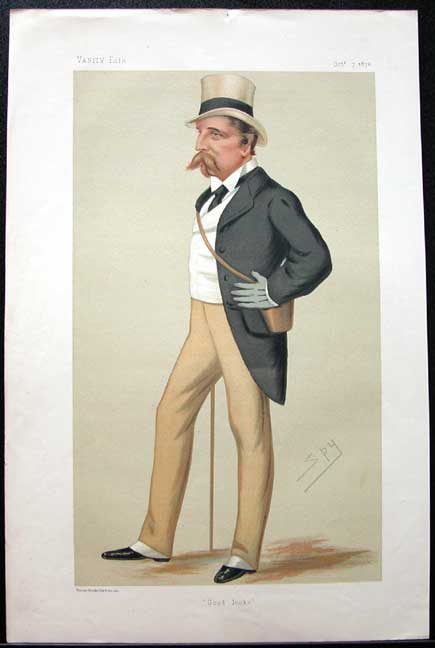
Ловрі Коул — ІV граф Енніскіллен. Карикатура «Хороший погляд» з серії «Ярмарок марнославства».

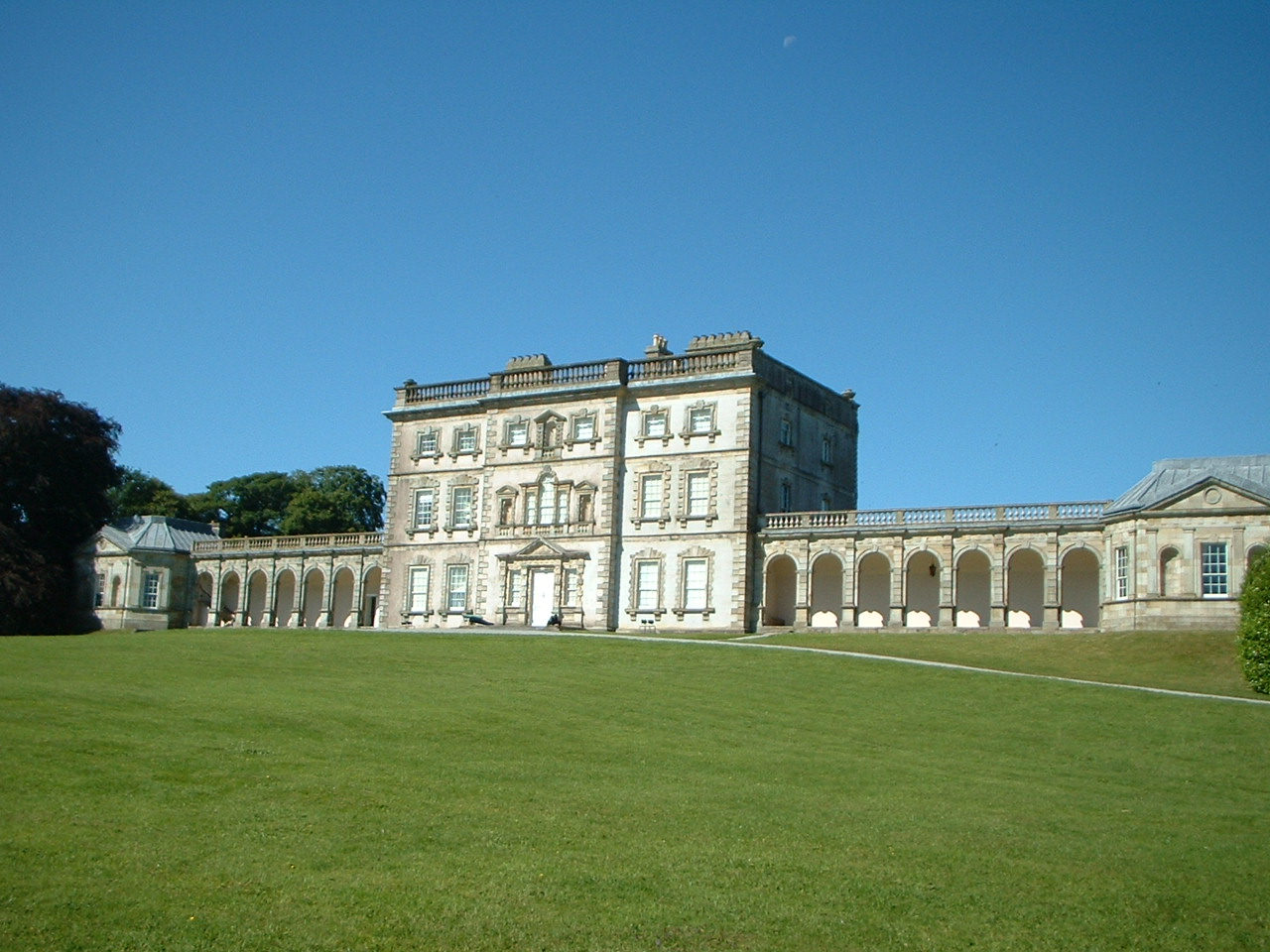
Маєток Флоренс-Корт.

Граф Енніскіллен (англ. — Earl of Enniskillen) — аристократичний титул в перстві Ірландії.

## Гасло графів Енніскіллен
Deum cole regem serva — «Схиляйся перед богом, шануй короля» (лат.)

## Історія графів Енніскідллен
Титул граф Енніскіллен був створений в перстві Ірландії в 1789 році для Вільяма Коула — І віконта Енніскіллен. На той час він уже отримав титул віконта Енніскіллен у перстві Ірландії в 1776 році і успадкував титул барона Маунт-Флоренс з Флоренс-Корт, що в графстві Фермана. Титул віконта Енніскіллен був створений в перстві Ірландії в 1760 році для його батька Джона Коула, що був депутатом Палати громад парламенту Ірландії і представляв Енніскіллен. Джон Коул народився в Дубліні, освіту отримав в Триніті-коледжі, Дублін, Ірландія. Отримав посаду Верховного шерифа графства Фермана в 1733 році. Вільям Коул був обраний депутатом Палати громад парламенту Ірландії, представляв Енніскіллен. Потім став депутатом Палати лордів. У листопаді 1763 року Вільям Коул одружився з Енн — дочкою Гелбрейта Лоурі-Коррі — депутата парламенту від графства Тайрон і сестрою Армара Лоурі-Коррі — І графа Белмор. У них було четверо синів і чотири дочки.
Титул успадкував його син Вільям Віллобі Коул, що став ІІ графом Енніскіллен. Він був обраний депутатом Палати громад парламенту Великобританії і представляв графство Фермана. Він отримав посаду лорд-лейтенанта графства Фермана. Став депутатом Палати лордів парламенту Великобританії на період 1804—1840 роках. У 1815 році він отримав титул барона Грінстед з Грінстеда, що в графстві Вілтшир у перстві Об'єднаного Королівства Великобританії та Ірландії. Це дало йому та його нащадкам право на місце в Палаті лордів парламенту. Вільям Віллобі Коул одружився з леді Шарлоттою Педжет — дочкою Генрі Педжета — І графа Аксбрідж. Шлюб відбувся у 1805 році. У них було п'ятеро дітей.
Титул успадкував його син Вільям Віллобі Коул. Він був науковцем палеонтологом та відомим політиком — належав до партії консерваторів, був депутатом парламенту від графства Фермана. Він отримав почесний титул Першого імперського Великого магістра Ордена Оранжистів з 1866 року до своєї смерті. Він був Великим майстром Великої ложі Оранжистів Ірландії з 1846 року до своєї смерті. Він здобув освіту в Харроу і Крайст-Черч, Оксфорд. У молодості він разом зі своїм другом сером Філіпом Греєм Егертоном зайнявся вивченням викопних риб і зібрав чудову колекцію у Флоренс-Корт, у своєму будинку на південний захід від Енніскіллена. Сюди входило багато зразків, які були описані та представлені Агасісом та Егертоном. Згодом ця колекція була придбана Британським музеєм і зараз знаходиться в Музеї природної історії в Лондоні. У дубліні він належав до клубу джентльменів «Кілдер-стріт». У 1844 році він одружився з Джейн Касамайджор — дочкою Джеймса Касамейджора. З нею він мав семеро дітей. Після її смерті в 1855 році він одружився вдруге з Мері Еммою Бродрік — дочкою Чарльза Бродріка — VI віконта Мідлтон. Шлюб відбувся в 1865 році. Він помер у листопаді 1886 року у віці 79 років. Графиня Енніскіллен померла в 1896 році.
Титул успадкував його син Ловрі Егертон Коул, що став IV графом Енніскіллен. Він отримав освіту в Ітоні. Він став депутатом парламенту, належав до партії консерваторів і представляв Енніскіллен. Отримав посаду Верховного шерифа графства Фермана в 1870 році. Депутатом Палати громад обраний в 1880 році. У 1886 році став депутатом Палати лордів. У 1902 році став кавалером ордену Святого Патріка. Одружився з Шарлоттою Меріон Бейрд — дочкою багатого шотландського бізнесмена Дугласа Бейрда та його дружини Шарлотти Актон. Шлюб відбувся в 1869 році. Наступного року він був притягнутий до суду у справі про розлучення, що була подана сером Чарльзом Мордаунтом — колишнім депутатом парламенту проти своєї дружини Гаррієт. На цьому процесі принц Альберт Едвард — принц Уельський (пізніше король Едуард VII) теж був викликаний для дачі свідчень. Розлучення було відхилено, оскільки леді Мордаунт була визнана божевільною, але врешті-решт було задоволено в 1875 році, коли лорд Коул не заперечував того, що він був батьком дочки леді Мордаунт — Вайолет (1869—1928). Ловрі Егертон Коул — IV граф Енніскіллен помер у квітні 1924 року у віці 78 років.
Титул успадкував його син Джон Генрі Майкл Коул, що став V графом Енніскіллен. Він отримав посаду лорд-лейтенанта графства Фермана.
Титул успадкував його племінник капітан Девід Лоурі Коул, що став VI графом Енніскіллен. Він був сином його ясновельможності Гелбрейта Лоурі Егертона Коула — третього сина IV графа Енніскіллен. Крім цього, Девід був племінником його ясновельможності Берклі Коула і племінником ІІІ барона Деламер і був двоюрідним братом IV барона Деламер. Родина Холмонделі — баронів Деламер володіла і досі володіє величезним ранчо Сойсамбу в Кенії. Девід Енніскіллен (так називали його друзі) народився і виріс в Кенії (тоді це була колонія Великобританії, частина Британської імперії). Він отримав освіту в Ітоні та в Триніті-коледжі в Кембріджі. Під час Другої світової війни він служив в Ірландській гвардії, дослужився до капітана британської армії. Після війни молодий капітан повернувся до Кенії, служив комендантом кенійського поліцейського резерву в 1953—1955 роках. Він отримав нагороди за подавлення повстання племені мау-мау. Капітан Девід Коул брав активну участь в колоніальній політиці Британії в Кенії, працюючи в Законодавчій Раді Кенії в 1961—1963 роках. Він брав участь в конференції в Ланкастер-Хаусі, що призвела до незалежності Кенії, що було досягнуто в рамках Британської Співдружності в грудні 1963 році. У тому ж році він успадкував титул графа Енніскіллен, повернувся до Ірландії. Він та його друга американська дружина Ненсі, в минулому дипломат Сполучених Штатів, жили в Ірландії в Флоренс-Корт, що був щойно відреставрований, в 1963—1972 роках. Потім переїхали в Кінлох-Хаус, що в Алмулрі, Шотландія. Девід Енніскіллен служив капітаном в Ольстерському оборонному полку в 1971—1973 роках у перші роки війни в Північній Ірландії між католиками (прихильниками незалежності Ірландії) та протестантами (прихильниками Великобританії). Він також служив заступником лейтенанта графства Фермана в 1963—1978 роках. Він жив у Кілнох-Хаус до своєї смерті в 1989 році, був похований на території парафіяльної церкви Кілешер — неоготичної сімейної Церкви Ірландії поблизу села Флоренскорт на південному заході графства Фермана. Ненсі, його вдова, графиня Енніскіллен (до шлюбу Ненсі МакЛеннан) родом з Бріджпорта, штат Коннектикут, також була похована в парафіяльній церкві Кілешер у 1998 році.
У VI графа Енніскіллен було лише двоє дітей — обоє від його першої дружини Соні Мері Сайерс, з якою він одружився 31 липня 1940 року. Вони розлучилися на початку 1955 року. Це Ендрю Коул (народився 28 квітня 1942 року) і Лінда Мар Коул (народилася 26 березня 1944 року). У 1963—1989 роках Ендрю називали титулом ввічливості віконт Коул. Після смерті свого батька в 1989 році Ендрю став VII графом Енніскіллен (він відомий його друзям як Ендрю Енніскіллен). З лютого 1963 року Лінда відома як леді Лінда Мар Коул. У серпні 1975 року вона одружилася з Річардом Мюїром («сером» Річардом). Тому вона також відома як леді Лінда Мюїр. VII граф Енніскіллен живе у своєму маєтку площею 40 000 акрів поблизу озера Найваша в колишніх «Білих горах» на півдні Кенії. Родовим осідком родини Коул був Флоренс-Корт у південно-західному графстві Фермана. Будинок перебуває під опікою Національного фонду з 1953 року. Останнім графом Енніскіллен, що жив у цьому заміському будинку, був Девід — VI граф Енніскіллен (1918—1989), що виїхав звідти у 1972 році.

## Барони Маунтфлоренс (1760)
- Джон Коул (1709—1767) — І барон Маунтфлоренс
- Вільям Віллоубі Коул (1736—1803) — ІІ барон Маунтфлоренс (нагороджений титулом граф Енніскіллен у 1789 році)

## Графи Енніскіллен (1789)
- Вільям Віллоубі Коул, 1-й граф Енніскіллен (1736—1803)
- Джон Віллоубі Коул, 2-й граф Енніскіллен (1768—1840)
- Вільям Віллоубі Коул, 3-й граф Енніскіллен (1807—1886)
- Лоурі Егертон Коул, 4-й граф Енніскіллен (1845—1924)
- Джон Генрі Майкл Коул, 5-й граф Енніскіллен (1876—1963)
- Девід Лоурі Коул, 6-й граф Енніскіллен (1918—1989)
- Ендрю Джон Гелбрейт Коул, 7-й граф Енніскіллен (нар. 1942)

Імовірним спадкоємцем титулу є двоюрідний брат нинішнього власника титулу Берклі Артур Коул (1949 р. н.). Він старший син його ясновельможності Артура Джеральда Коула (1920—2005) — молодшого брата VI графа Енніскіллен. Берклі Артур Коул одружений з шановною Сесілією Рідлі — першою дочкою Метью Уайта Рідлі — IV віконта Рідлі та його дружини леді Енн Кетрін Габріель Ламлі — третьої дочки Роджера Ламлі — ХІ графа Скарборо і має двох синів. Він також має двох молодших братів.